# 福岡一家4人殺害事件
福岡一家4人殺害事件（ふくおかいっかよにんさつがいじけん）とは、2003年（平成15年）6月20日に福岡県福岡市東区で発生した中国人留学生3名による強盗殺人、死体遺棄などの事件。
中華人民共和国（中国）から日本へ留学してきた留学生3人が家族4人を殺害して現金を強奪し、4人の遺体を海中に投棄した。本事件は閑静な住宅街で深夜に小学生の子供2人を含む一家4人全員が惨殺され、博多港にて変わり果てた姿で発見された凶悪、重大な事件としてその結果の重大性、犯行の残忍さから世間の耳目を集め、一般社会に強い衝撃を与えた。
福岡県警察が2022年（令和4年）に発行した『福岡県警察史 平成編』では東区馬出における一家4人殺人・死体遺棄事件と呼称されている。県警は同書で、平成中期に「世間を震撼させた残虐卑劣な凶悪犯罪が連続的に発生した」と評した上で、その中でも代表的な事件として、この事件を北九州監禁殺人事件（2002年）、大牟田4人殺害事件（2004年）とともに挙げている。

## 事件前の経緯
加害者はいずれも中国出身の留学生で、元私立大学留学生の男X（事件当時23歳・吉林省長春市出身）・元日本語学校生徒の男Y（事件当時21歳・長春市出身）・元専門学校生の男Z（事件当時23歳・中国河南省新密市出身）の3人である。このうち事件後に帰国先の中国で逮捕されたX・Y両加害者は母親同士が知人だったため、2002年（平成14年）4月ごろから親交を深め、事件当時は福岡市東区内のアパートで同居していた。
Xは2000年（平成12年）秋に来日して新聞配達などのアルバイトをしながら福岡市内の日本語学校へ通学しつつ、2002年（平成14年）4月には北九州市内の私立大学へ入学した。Yは2002年4月に来日して福岡市東区内のアパートに住みつつXと同じ日本語学校へ通学していたが、2人とも年間60 - 70万円の学費・生活費が重荷となり、学費を払えなくなったXは困窮してY宅に転がり込むようになった。
日本で逮捕・起訴された加害者Zは1979年（昭和54年）生まれで、2001年（平成13年）4月から福岡市内の日本語学校に通い、専門学校へ移ってからも1年目は無遅刻・無欠席だったが、2003年2月ごろに福岡市内のインターネットカフェでYと知り合い、同年4月ごろにYからXを紹介された。
3人は生活苦を背景に日本語学校職員室・友人の留学生・アルバイト先から現金を盗むことを繰り返しており「アルバイト先の新聞販売店経営者への強盗」「中国人女子留学生を使った売春」など犯罪計画を次々に立案するうちに「犯行発覚を防ぐため被害者を殺害しよう」と考えるようになった。2003年5月ごろにXのアルバイト先だったラーメン店経営者（福岡市博多区）の襲撃を計画し、経営者を殺害することも考えていたが「（被害者と）面識があると発覚する危険性が高い」として断念した。2003年6月中旬、Xはアルバイト先へ通う途中にあった男性A宅を見て 高級乗用車（ベンツ）が駐車してあったことから「A宅には数千万円程度の銀行預金があるに違いない」と考え、Y・Zに対し「金を持っていそうだ」と強盗に入ることを提案した。
X・Yは2003年6月16日にZを「散打経験者で腕力が強い」という理由から犯行に引き入れ、3人は犯行前に一家を皆殺しにすることを決めていた。これは被害者一家を皆殺しにすることで口封じを図ったことに加え、仮に金銭を得ることに失敗した場合でも「事件は強盗ではなく殺人が目的」と印象付けることも狙いだった。さらに金銭を得られなかった場合は被害者一家以外に別の強盗殺人も計画しており、Y・Z両加害者は「分け前を増やすため事件後に仲間1人を殺害する」こともXに提案していた。
当初は遺体を遺棄する方法として山に埋めることを考え、穴を掘る目的でつるはしなどを購入したほか、遺棄現場として福岡市城南区の山を下見したが、「家族4人全員分の遺体を埋める穴を掘るのは大変」との理由から断念して「遺体に錘を付けて海に沈める」計画に変更した。その前の準備として6月17日にはZが福岡市博多区のマンション非常階段から遺体を海に沈めるための錘を持ち出し、18日にはYがA宅付近の量販店で手錠4個・鉄亜鈴を購入したほか、3人で自宅・遺体遺棄現場の下見を繰り返した。

## 本事件前の余罪
加害者Zは（X・Yとは別の）中国人の留学生の男2人（逮捕当時25歳の男甲・26歳の男乙）と共謀して 来日直後の中国人留学生から金品を強取することを企て、2003年4月9日22時ごろに留学生2人（当時22歳および18歳）が住んでいた福岡市東区筥松のアパートに侵入し（住居侵入罪）、日本語学校の先輩を装い玄関ドアを開けさせて侵入した。その上で甲・乙の2人が持っていた刃物を被害者2人に突き付けて脅迫した上でZ・甲・乙の3人で暴行を加え、現金197,000円およびお守りなどが入った財布1個（時価合計1,300円相当）と現金61,000円在中の財布1個（時価約1,000円相当）をそれぞれ強取した（強盗罪）。
Zは甲・X・Yの3人と共謀して2003年4月15日20時過ぎごろ、金品を窃取する目的で 福岡市中央区舞鶴一丁目の Yが通学していた日本語学校 に侵入し（建造物侵入罪）、翌16日3時44分ごろまでの間に現金約45,584円および中国の100元紙幣20枚・印鑑2本（時価合計約70,000円相当）を窃取した（窃盗罪）。さらにこの4人は2003年4月30日21時ごろにも金品を窃取する目的で福岡市博多区住吉のアパートにて 知人の留学生宅を狙い、バールで玄関ドア枠をこじ開けて侵入し（住居侵入罪）、住人が持っていた現金約1,000円・キャッシュカード5点などが入った財布1個（時価合計5,500円相当）を窃取した（窃盗罪）。これら2事件は4人の中で唯一一家殺害事件に関与していなかった甲が主導していた。
その後、甲が不法残留となって大阪へ逃走した後もZはX・Yと金を手に入れる目的で強盗を実行する計画について話し合っていたが、互いに連絡を取り合うため携帯電話が必要となったため、他の留学生の外国人登録証明書を悪用してなりすまし、携帯電話機を詐取しようとした。そのためZはYと共謀して別人名義の外国人登録証明書を使用し、2003年5月30日19時31分ごろにNTTドコモ九州（福岡市中央区天神）の契約代理店にてその証明書を提示し、NTTドコモ九州を欺いて携帯電話機を入手するとともにその携帯電話機を使用して不法に財産上の利益を得た（詐欺罪）。

## 本事件発生

### 住居侵入・妻Bを殺害
- 住居侵入・妻子3人殺害現場：福岡市東区馬出四丁目・被害者男性A（当時41歳）宅[1]

3人は2003年6月20日0時過ぎごろ、正当な理由なく1階仏間の無施錠の窓から侵入した（住居侵入罪）。当初は被害者Aがベンツで帰宅してくるところを待ち伏せ、家人が玄関を解錠したところでAに刃物を突き付けて一緒に家の中へ押し入る計画だったが、ZがA宅1階仏間の窓が開いているのを確認したため、3人それぞれ手袋をはめた上でZを先頭に窓から土足のまま侵入した。3人は屋内の様子を窺い「1階浴室で男性Aの妻B（当時40歳）が入浴中で、2階子供部屋ではA・B夫妻の長男C（当時11歳）・長女D（当時8歳、Cの妹）兄妹が就寝中である」ことを確認した後、Xの提案で「X・Zが入浴中のBを殺害し、その間Yが2階子供部屋を見張る」ことにし、X・Zは髪の毛が落ちないよう階段下の帽子掛けに掛けてあった帽子をかぶった。
0時15分ごろにZ・Xが1階浴室に相次いで侵入したところ、入浴中だったBが2人に気付いて悲鳴を上げ、手に持っていた洗面器を投げつけようとした。そのためZは洗面器を蹴り、2人がかりでBに襲い掛かってBの身体を湯の入った浴槽内へ仰向けに押し倒した上、Zは中腰の姿勢になり、左手でBの右手首を押さえつけながら右手でBの前頸部を掴んでその顔を浴槽内の湯の中に押し入れた。Xも浴槽内に入ってBの手足を両手で押さえつけ、10分ほどそのままの体勢を続けて被害者女性Bを殺害した（強盗殺人罪）。Bの死因は頸部圧迫・湛水溺水による窒息死である。
Bが死亡するとXは死体をうつ伏せの状態にし、後ろ手にしたBの両手首に手錠を掛けた。

### 長男Cを殺害
X・Zは浴槽を出ると台所を経て6畳居間に入り、Xがソファ脇のカバン掛けに掛かっていたバッグなどの中身を確認してBの財布から現金約15,000円・キャッシュカード数枚および預貯金通帳十数冊を抜き取って強取した。そして2人はともに2階へ上がり、2階廊下にいたYに「Bを殺害した」と伝えると、3人はYの提案で「まずは2階子供部屋の2段ベッド下段で就寝しているCをその場で殺害し、上段で寝ているDを人質にして、ベンツで帰宅するAから暗証番号を訊き出す」と決め、Zを先頭に子供部屋へ入った。0時30分ごろ、Zが2階子供部屋で仰向けになって就寝していたCの顔面全体を覆うように枕を強く押し付け、Yが片足をベッドの上に上げてCの体に馬乗りになり、両手でCの両手を掴み、両脇・膝を使ってCの身体を抑え込んだ。しかしCが息苦しい様子で必死に顔を左右に動かしていたため、YはCの身体を抑えつけながら右手を伸ばして枕の下に入れ、右手でCの前頸部を掴んで絞めつけることで被害者男児Cを絞殺した（強盗殺人罪）。Cの死因は扼頸による窒息死で、XはYがCを絞殺する途中、Zに代わりCの身体を抑えつけていた。
Cを殺害した直後、Xは2段ベッド上段で寝ていたDを起こし、その口元にYから渡された透明粘着テープを張り付けるとともにDを後ろ手にして手錠を掛けた。YがDを抱えて1階に降り、6畳居間のソファに座らせるとXが怯えるDから一家の家族構成などを訊き出した。一方でそのころZはそれまでに2人を殺害したことで疲れを覚えたため、見張りを口実にX・Yの2人から了承を得た上で家の外に出てA宅から約100メートル離れたビルの階段脇に座って休んでいた。

### Aを襲撃・長女Dを殺害
1時40分ごろ、Aがベンツを運転して帰宅し家の中に入ると、Xが1階台所でAを「こっちに来い」と怒鳴りつけ、娘DがYにより頸部にナイフを突きつけられている状況を見せながら「座れ」と命じた。Aは跪き「娘を殺さないでくれ。お前たちの言うことを聞く」と言って哀願したが、結果的にその哀願は聞き入れられなかった。XはAを後ろ手にして手錠を掛け、脚にも手錠を掛けた上で、Aが落とした小さなバッグから現金約22,000 - 23,000円およびキャッシュカード・預金通帳を強取した。一方でZはAが運転するベンツがA宅車庫に入るところを確認したため再びA宅に戻り、1階台所に赴いたところでAが後ろ手に手錠を掛けられ、両足を前に伸ばして座っているところを認めた。
その後XがAを1階廊下に移動させ、キャッシュカードの暗証番号を尋ねたが、Zに「こいつは正直に答えていない。蹴りに来て」と指示したため、ZがAの背後から右足で回し蹴りのようにAの肩か頭付近を蹴りつけたところ、Aの身体が洗面所入口の引き戸に当たってガラスが割れた。Aがキャッシュカードの暗証番号として4桁の番号を話すと、ZはXから渡されたキャッシュカードにその番号を書いてXに手渡したほか、Xから命じられたように階段下のカバン掛けの脇に置いてあった電気掃除機のコードを包丁で切断し、そのコードでAの上半身・手首・上腕部を縛り、顔面などにも透明粘着テープを巻き付けて口唇部を塞いだ上、Aを玄関の上がり框に移動させ、8畳和室のパイプハンガーから持ち出したネクタイでその両膝を縛り、両足首もベルトで縛り付けた。その上でX・ZはAをうつ伏せにし、頸部にネクタイを巻き付けた上で両端をそれぞれ掴み、2回にわたり互いに強く両端を引っ張り合うことでAの頸部を絞めつけ、Aを絞殺しようとしたが、Aがなかなか死ななかったためいったん殺害を中止した。
XはAの首を絞めていたネクタイを持ってDがいた1階6畳居間に行き、Yの膝の上に横向きに抱えられていたDの頸部にネクタイを巻き付けると、X・Yの2人がその両端をそれぞれ掴んで強く引っ張り合うことでDの頸部を絞めつけ、居間にて被害者女児Dを殺害した（強盗殺人罪）。Dの死因は絞頸による窒息死で、殺害時刻は「1時40分 - 2時50分ごろの間」とされる。

### 妻子3人の死体遺棄・Aを殺害
- 死体遺棄現場：福岡市東区箱崎ふ頭四丁目（博多港・箱崎ふ頭岸壁） - A宅から北西へ約3.5キロメートル（km）離れた博多湾に面する岸壁[12]

その後3人はBらの死体を海に投棄しに行くことを決め、まずX・Yが2階子供部屋から長男Cの死体を抱えてきて玄関の上がり框にうつ伏せになっていたAの足元に置いたほか、布に包んだ妻Bの死体を玄関まで運んだ一方、Zはベンツを車庫から出してA宅の玄関付近に駐車した。2時50分ごろ、X・Yは長男Cの死体をベンツ後部座席に運び入れてからベンツに乗り込み、Zがベンツを運転して出発した。3人はいったんY宅に立ち寄り、X・YがY宅からダンベル2個・箱型鉄製重りを持ち出してベンツに積み込んだ上で箱崎ふ頭付近の岸壁へ到着し、3時過ぎ頃になって3人はCの死体をベンツから降ろして岸壁まで運び、左手首にダンベル（重さ約9.5キログラム）を手鍵で結び付けた上で死体を岸壁から海中に投棄して遺棄した（死体遺棄罪）。
3人はいったんZが運転するベンツでA宅に戻り、3時50分ごろにXかYが長女Dの死体を抱えてベンツ後部座席に運び入れたほか、3人で 瀕死状態の男性A を同じくベンツ後部座席に乗せ、最後にX・Yが布に包んだ妻Bの死体をAの上に乗せた。Zはコードを切断した電気掃除機・血痕が付着した玄関マットをBの死体の上に乗せた上でベンツを運転して箱崎ふ頭岸壁に至ったが、車中でXが「3,4万円しかなかった。銀行には少ししか金が入っていないから（預金は）下ろしに行かない」などと発言した。
4時過ぎごろ、箱崎ふ頭岸壁に到着するとXがBの死体の右手首に箱型鉄製重り（約30.45キログラム）を手錠で結び付け、X・Y・Zの3人でBの死体を岸壁から海中に投棄して遺棄した（死体遺棄罪）。3人は引き続きAの左手首にダンベル（重さ約9.5キログラム）を手錠で結び付け、そのダンベルに長女Dの死体の左足首を手錠で結び付けた上で、そのまま岸壁から海中に投棄することで長女Dの死体を遺棄する（死体遺棄罪）とともに、被害者男性Aを殺害した（強盗殺人罪）。Aの死因は海水吸引による溺死だった。
この間に3人が被害者A一家4人を皆殺しにして奪った金品は現金約37,000円とキャッシュカード数枚・預貯金通帳約17冊だった。

### 犯行後の行動
一家4人を殺害して遺体を海中に沈めた後、3人はXの提案でコードの切断した電気掃除機・血痕が付着した玄関マットなどを岸壁から少し離れた路上に放置されていた廃車の中に捨てた。その上で3人は「Aら一家4人が自発的に行方不明になった」ように偽装するため、Zがベンツを運転して福岡県久留米市内へ向かい、5時過ぎごろに工場駐車場内にベンツを放置して九州旅客鉄道（JR九州）・久留米駅へ向かった。
ZはXから分け前として1万円札1枚を受け取った上でX・Yと別れ、3人はそれぞれJR・バスで福岡市へ戻った。Zは1人でJR博多駅へ戻り、帰宅する途中で強盗殺人の犯行に使用した透明粘着テープ・手袋などをゴミ袋に入れて処分したほか、X・Yも久留米市内でA宅から持ち出したキャッシュカード・預貯金通帳などを民家のごみ袋に入れて処分した。
しかし事件翌日（2003年6月21日）に福岡県警が東警察署に捜査本部を設置して捜査を開始したため、犯行発覚を恐れたX・Yは同月24日に知人から旅費を借りて福岡空港から日本を出国し、上海浦東国際空港行きの飛行機で中華人民共和国へ逃亡した。
一方で逃走資金がなかったZは2003年6月27日、金を無心しようと かつて同居していた 知人の中国人女性（当時28歳）が住んでいた福岡市博多区堅粕四丁目の 住居へ出向いたが、知人女性からアルバイト先を訪れたことに文句を言われて立腹し、顔面を両手拳・掌で多数回殴打して左右眼窩部・鼻根部皮下出血・下唇部粘膜下出血など、全治約2週間の怪我を負わせた（傷害罪）。
Zはその後、交際相手から帰国するための逃走資金を用立ててもらい、8月6日に中華人民共和国へ帰国しようとしたが、この傷害事件に関する容疑で、日本で通常逮捕された。

## 捜査
加害者3人は事件発覚を防ぐための、口封じとして一家4人を皆殺しにして遺体を海中に遺棄したが、得られた現金は僅か4万円弱だった。
同日14時30分ごろになって、博多港の岸壁近く貯木場（福岡市東区箱崎ふ頭四丁目）で 作業員が人の脚が海中に浮いているのを発見し、福岡県警察へ110番通報した。通報を受けた福岡県警などが岸壁付近の海中を捜索したところ夕方までに成人男女と子供の男女計4人の遺体が収容され、4人全員の身元がすぐに判明した。
遺体には、首を紐状のもので絞められた痕が確認されたほか、鉄製ブロックなど錘が付けられていたが、このうちAの遺体は首・脚にロープを巻かれて、両手に手錠を掛けられ、長女Dとともにロープ状のものでくくられていた。福岡県警は加害者3人による強盗目的の犯行と断定した。
「自分は大丈夫」と日本に残り続けていたZもその後、交際相手の中国人女性に対し「X・Yとともに一家4人を殺害した」と打ち明けた上で、交際相手から逃走資金として約13万円を 借金して帰国便を予約したが、出発数時間前の2003年8月6日午後に別件（知人女性への傷害容疑）で逮捕された。
一方で中華人民共和国へ帰国していた加害者Yは、他事件に関連して中国公安当局により遼陽市内で 同年8月19日に身柄を拘束され、事情聴取で「X・Zとともに本事件に関与した」と認めた。当局はそのYの供述を基にXの行方を追い、Xも同月28日に北京市内で身柄を拘束された。同年9月24日には、2人とも犯行に関与していたことが中国当局から発表された。
警察庁・福岡県警は2003年9月28日 - 30日に中国へ捜査員を派遣した一方、2003年11月24日 - 28日には中国公安当局者が来日して、最終的に「加害者はX・Y・Z・の3中国人」と断定された。結果、日本国内で逮捕された被疑者Zは福岡県警捜査本部により翌2004年（平成16年）1月8日に一家殺害事件の強盗殺人・死体遺棄・住居侵入の各容疑で再逮捕された。2004年1月30日、福岡地方検察庁は加害者Zを強盗殺人・死体遺棄・住居侵入の各罪状で福岡地方裁判所へ起訴した。
加害者3人は「強盗目的で犯行に及んだ。Xがアルバイト先に向かう途中で偶然通りかかったA宅には、高級乗用車（ベンツ）が駐車してあったから、『ベンツを運転している妻Bは高級飲食店を経営しており、A宅には数千万円程度の銀行預金があるに違いない』と考えて標的に決めた」と供述した。捜査本部は事件当初、犯行グループの背後に一家殺害を依頼した人物が存在している可能性も視野に入れて捜査したが、被疑者3人とも「自分たち3人でやった。誰からも頼まれていない」と供述したことや、周辺捜査でも犯行を依頼したとみられる人物の存在は浮上しなかったことから、「中国人による強盗目的の犯行」と結論付けた。しかし、被害者遺族の中には「強盗目的にしては奪われた現金が約4万円と少なく、貴重品（カメラなど）が残されていた点など、不審点が多数ある。逮捕されたX・Y・Zの3人以外にも共犯がいる疑いがある」として、捜査結果に納得せず再捜査を求めている者もいる。

## 刑事裁判
日本側の刑事裁判で審理された被告人Zは「計画を立案した2人（X・Y）に従った」と主張した一方、中国側で審理された被告人Yは「途中で何度も『殺したくない』と中止を訴えたがZが納得しなかった」などと供述したほか、3人ともB・C両被害者の殺害状況についてもそれぞれ「自分の責任ではない」と主張した。

### 中国側（被告人X・Y）の審理
事件の経緯は中国国内ではほとんど報じられず、中国政府は後述のように日本側で起訴された被告人Zが死刑判決を受けた時を含め公式な反応を示さなかったが、中国側の刑事裁判は日本と歩調を合わせる形で進行され、日中間の量刑バランス・世論動向が注視されていた。
また本事件の審理では、日本の被害者遺族・報道陣の傍聴・取材を認めたが、通常は中国の裁判は国営企業の通信社（新華社）を通じて判決内容が伝えられるのみで、法廷内の撮影・メモも固く禁じられており、今回のように外国人・外国メディアの傍聴を認めた上で審理が行われたのは、極めて異例の対応だった。
中国で公安当局に逮捕されたX・Y両加害者は事件から約1年後の2004年7月27日に起訴され、審理は2004年10月19日の初公判で即日結審し、検察は2被告人に「残虐で日中友好に与えた影響も重大」と厳罰を求刑した。同日の公判で被告人Xは罪状認否・被告人質問において起訴事実を大筋で認め「自分がY・Zに強盗殺人計画を持ち掛けた」「3人で被害者宅の何度も下見し、最初から殺人を考えていた」と述べた。また、被告人Yは公判を傍聴していた被害者遺族に対し日本語で謝罪の弁を述べたほか、被告人Xも「被害者遺族のすべての賠償要求に応じたい」と反省の弁を述べたが、長女Dの殺害については互いに「自分は殺害を止めようとしたができなかった」として従属的な立場だった旨を主張し、互いに「あなたの話は事実と違う」となじり合っていた。
2005年（平成17年）1月24日に判決公判が開かれ、遼寧省遼陽市の中級人民法院（日本の地方裁判所に相当）は被告人Xを死刑・被告人Yを無期懲役とする判決を言い渡した。中級人民法院は本事件を「強盗の口封じのために一家4人を殺害した」と事実認定した。4人殺害という重大犯罪については、中華人民共和国でも死刑適用が通例とされ、被告人Yも法廷で自ら厳罰を求めていたが、検察は「被告人Yは別事件で身柄を拘束された際に自ら一家殺害事件への関与を供述して捜査に協力したため、自首が認定できる」と主張し、人民法院側も判決理由で「公安機関が本事件を把握する前に自主的に供述し、共犯X被告人の逮捕に協力した」として「自首と認定できる」「事件解明に功績があった」と認定し、量刑を減軽した。
被害者遺族は、被告人Yへの無期懲役判決を不服として、2005年1月27日付で日本の外務省を通じて「中国の検察当局に対し控訴を求める」旨の要請書を提出したが、遼陽市人民検察院は、2005年2月2日に控訴しない方針を決めて、日本国政府に伝えた。
死刑判決を受けた被告人Xは、控訴期限となる2005年2月3日付で遼寧省瀋陽市の高級人民法院（高裁）へ控訴する手続きを取ったが、瀋陽市の高級人民法院で控訴棄却判決を受けて、死刑が確定判決となった（正確な時期は不明）。その後、2005年7月12日に死刑囚Xの死刑が執行された（25歳没）。
中華人民共和国の刑事裁判は二審制で、同一裁判で被告人の一部が控訴した場合は、その判決が確定するまで、共犯被告人の刑も確定しないため、被告人Xの控訴棄却（死刑確定）をもって、Y被告人の無期懲役も確定判決となった。

### 日本側（被告人Z）の審理

#### 第一審・福岡地裁
日本で逮捕・起訴された被告人Zは、2004年3月23日に福岡地方裁判所（陶山博生裁判長）にて開かれた第一審初公判で起訴事実を大筋で認め、2004年11月30日の公判では被告人質問で傍聴していた被害者遺族に謝罪の言葉を述べた。
2005年（平成17年）2月1日に福岡地裁（川口宰護裁判長）で開かれた論告求刑公判において福岡地方検察庁が被告人Zに死刑を求刑し、2005年3月16日に被告人Zの弁護人が、最終弁論で死刑回避（無期懲役への減軽）を求め結審した。
2005年5月19日に第一審判決公判が開かれ、福岡地裁（川口宰護裁判長）は求刑通り被告人Zに死刑判決を言い渡した。被告人Zは死刑判決を受けた当初、弁護団との接見で「控訴せずに判決を受け入れた方がいいのではないか」と述べていたが、判決後に計3回接見した結果控訴の意思を示し、弁護団が判決を不服として2005年6月1日付で福岡高裁へ控訴した。

#### 控訴審・福岡高裁
控訴審初公判は2006年（平成18年）7月4日に福岡高等裁判所（浜崎裕裁判長）で開かれ、弁護人は控訴趣意書で「被告人Zは犯罪を躊躇しない共犯者に感化されて犯行に巻き込まれた。深い反省・悔悟の念を重視すれば死刑は重すぎて不当だ」と主張した。
控訴審は2006年12月14日の公判で結審し、同日の最終弁論で弁護人は「被告人Zが被害者遺族宛てに初めて謝罪の手紙を送った」と明かした上で「被告人Zは殺害立案に関与しておらず、共犯者の指示に追従した立場だった」として死刑回避を求めた。
福岡高裁（浜崎裕裁判長）は2007年（平成19年）3月8日の控訴審判決公判で第一審・死刑判決を支持して被告人Zの控訴を棄却する判決を言い渡した。被告人Z側は判決を不服として2007年3月20日付で最高裁判所へ上告した。

#### 死刑確定・執行
最高裁判所第一小法廷（白木勇裁判長）2011年（平成23年）3月25日までに上告審口頭弁論公判開廷期日を「2011年9月15日」に指定した。
2011年9月15日に最高裁第一小法廷（白木勇裁判長）で上告審口頭弁論公判が開かれ、弁護人が「被告人Zの関与は従属的で、被告人Zは反省もしており矯正可能性がある」と主張して死刑回避を求めた一方、検察官は上告棄却を求めた。その後、同小法廷は2011年10月3日までに「2011年10月20日に上告審判決公判を開廷する」と決めた。
最高裁第一小法廷（白木勇裁判長）は2011年10月20日に開かれた上告審判決公判で一・二審の死刑判決を支持して被告人Zの上告を棄却する判決を言い渡し、2011年11月10日付で死刑が確定した。
死刑確定から約8年1か月後の2019年（令和元年）12月23日に法務大臣・森雅子が死刑囚Zの死刑執行命令書に署名し、同年12月26日に福岡拘置所で死刑囚Z（40歳没）の死刑が執行された。死刑囚Zは刑執行時、再審請求中だった。また、外国人死刑囚への死刑執行は、2009年7月28日の川崎中国人6人殺傷事件の死刑囚への執行以来、同じく中国人で約10年ぶりであった。

## 日中の捜査共助と問題点
同事件は主犯格2人が中国に逃亡したため、中国との捜査共助が最大の焦点となった。結果的には日本国内の反響の大きさに配慮した中国当局が積極的に協力したため、早期逮捕が実現した。
福岡地裁で行われたZ被告人の公判では、中国公安当局によるX・Y両被告人の取り調べに福岡地検の検察官らが立ち会い、日本の刑事訴訟法に基づき黙秘権の告知などの手続きを得た上で作成された供述調書が証拠提出され、福岡地裁公判（2004年11月30日）にて主要な供述調書7通を証拠採用することが決まった。当時、日本と犯罪者身柄引き渡し条約を結んでいない外国が作成した共犯者の調書が日本の刑事裁判で証拠採用された事例は初めてで、この判断は「国際的捜査の先例になりそう」と評価されたが、黙秘権が存在しない中国の調書を問題視する意見もあり、議論を呼んだ。

## 週刊誌報道・名誉毀損訴訟
事件当初には週刊誌で被害者家族および親族の私生活を中傷する報道がなされ、中傷された関係者がマスメディア数社に対し名誉毀損の民事訴訟を起こした。
- 『フライデー』（講談社）は2003年10月10日号で「福岡一家惨殺事件“殺人チャート”と“黒幕の名前”」と題する記事にて被害者男性Aの義兄（妻Bの実兄）らを匿名で挙げ「司直の手が迫っている」などと報じた[60]。
  - これに対しAの義兄が「犯人という印象を植え付けられた」として民事訴訟を起こしたところ、2005年7月27日に東京地方裁判所（長秀行裁判長）は「極めて不十分な取材で安易に記事を作成して犯人という印象を与えており重い過失がある」として被告・講談社に対し「原告・Aの義兄に対し損害賠償880万円を支払うこと」「判決の結論の広告を同誌に掲載すること」を命じる判決を言い渡した[60]。しかし被告・講談社側が控訴したところ、東京高等裁判所（宮崎公男裁判長）は2005年11月30日に控訴審判決公判で「原告は記事掲載前に別の週刊誌などでも取り上げられ、既に社会的評価が低下していた」として第一審判決を破棄し、660万円の賠償を命じる判決を言い渡したほか、広告掲載命令については「金銭賠償で損害は相当程度回復される」として取り消した[61]。
- 『週刊新潮』（新潮社）は2003年7月10日号の「『福岡一家惨殺事件』乱れ飛ぶ『極秘捜査情報』の真贋」と題した記事にて「男性Aの親族がAと金銭トラブルを抱え、マスコミから張り込み取材を受けている」などと報じた[62]。
  - 同記事に対しAの義兄夫妻が「犯人扱いされて名誉を傷つけられた」として新潮社などに対し計5,500万円の損害賠償を求め提訴したところ、2005年8月29日に東京地裁（土肥章大裁判長）は「原告が捜査当局から嫌疑を掛けられていた証拠はなく、被告の取材でも真実と信じる相当な理由がない」として被告・新潮社などに対し、原告・Aの義兄夫妻に計330万円の賠償を支払うことを命じる判決を言い渡した[注 10][62]。2006年2月28日に東京高裁（西田美昭裁判長）は第一審判決を変更して賠償額を770万円に増額した[64]。2006年8月30日付で最高裁第二小法廷（古田佑紀裁判長）が新潮社側の上告を棄却する決定を出したため、770万円の賠償を命じた控訴審判決が確定した[65]。
- 『週刊文春』（文藝春秋）は2003年7月 - 10月にかけ計6回にわたって掲載された記事にて「Aの義兄がAと金銭トラブルを抱え、中国人グループに殺害を依頼していた」かのように報じた[66]。
  - 同記事に対しAの義兄夫妻が「犯人扱いされて名誉を傷つけられた」として文藝春秋などに対し1億1,000万円の損害賠償を求め提訴したところ、2006年9月28日に東京地裁（金子順一裁判長）は「原告らが事件の真犯人であるかのように記載した記事はいずれも真実とは認められず、取材も不十分だった」として被告・文藝春秋側に対し原告・Aの義兄夫妻への1,100万円の支払いを命じる判決を言い渡した[注 11][66]。原告・被告の双方が判決を不服として控訴したが、2007年8月6日に東京高裁（一宮なほみ裁判長）は「取材は不十分で、記事の内容を真実と信じる相当な理由があるとは言えない」と述べて第一審判決を支持し、双方の控訴を棄却する判決を言い渡した[注 12][67]。